# Jaera bocqueti
Jaera bocqueti é uma espécie de crustáceo descrita por Michel Veuille e Kocata em 1979. Jaera bocqueti faz parte do gênero Jaera e da família Janiridae.